# (5080) Oja
(5080) Oja (1976 EB) – planetoida z pasa głównego asteroid okrążająca Słońce w ciągu 3 lat i 131 dni w średniej odległości 2,24 j.a. Została odkryta 2 marca 1976 roku.